# دنی بورستاین
دنی بورستاین (انگلیسی: Danny Burstein؛ زادهٔ ۱۶ ژوئن ۱۹۶۴) بازیگر اهل ایالات متحده آمریکا است. وی از سال ۱۹۸۶ میلادی تاکنون مشغول فعالیت بوده‌است.
از فیلم‌ها یا برنامه‌های تلویزیونی که وی در آن نقش داشته‌است می‌توان به ترنس آمریکا، سیاه کلاه، خشم، و تیک، تیک… بوم! اشاره کرد.